# Cristofaro Grasso
Cristofaro Grasso (Val Polcevera, ... – ...; fl. XVI secolo) è stato un pittore italiano, noto anche con il cognome Grassi, a causa dell'errata italianizzazione della sua firma in latino.

## Biografia

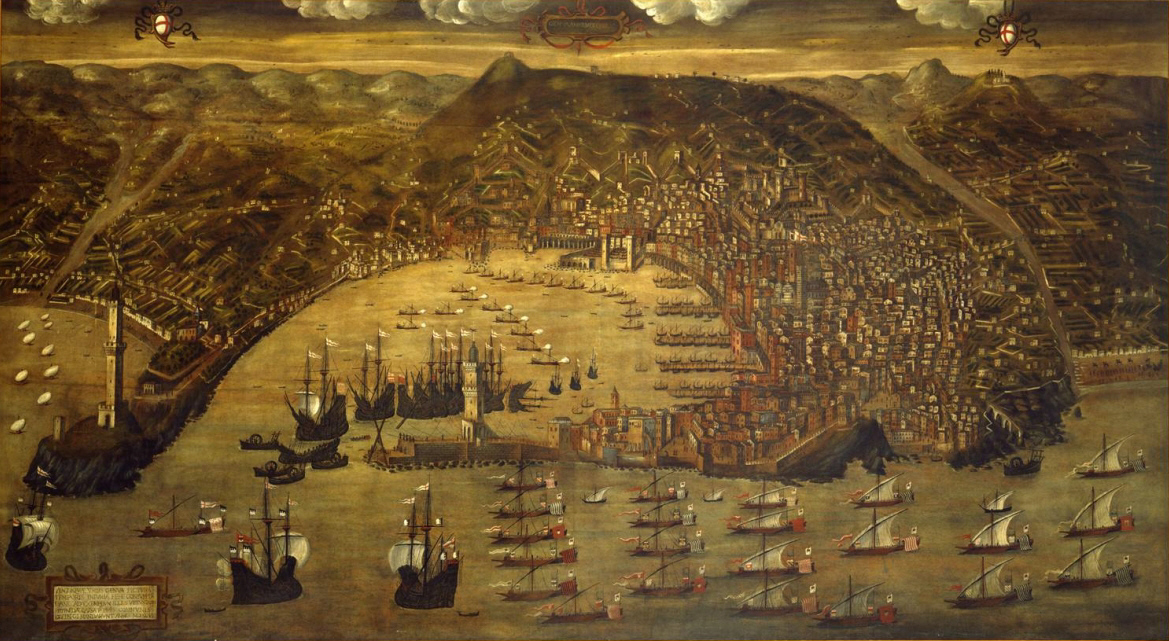
Genova nel XVI secolo dipinta dal Grasso

Nativo della Val Polcevera, iscritto all'arte dei pittori di Genova, Grasso fu prettamente un pittore di soggetti navali.
È ricordato principalmente per il dipinto noto come Veduta di Genova nell'anno 1481, opera che riprendeva un quadro di anonimo del 1488 andato perduto. Rispetto all'opera originale il pittore, che si vide assegnare la commissione dai Padri del Comune, furono i navigli, che ritrasse come quelli a sé contemporanei, e le migliorie apportate dai Padri del Comune al porto di Genova.    
Grasso usava firmarsi nelle sue opere Cristophorus De Grassis. 

## Opere
- Veduta di Genova nell'anno 1481, tempera su tela, 1597, Museo navale di Pegli, Genova.
- Le galee genovesi impavesate, di ritorno dalla vittoriosa spedizione contro i turchi, che nel 1481 hanno conquistato Otranto, tempera su tela, Museo navale di Pegli, Genova.[1]
- Escavazione del fondo marino fra i ponti Spinola e Calvi nel 1597, tempera su tela, Museo navale di Pegli, Genova.
- Lavori di escavazione in Darsena nel 1545, olio su tela, Museo navale di Pegli, Genova.
- Scontro di galeoni, affresco, Museo navale di Pegli, Genova, attribuzione.
- Arrivo del convoglio di navi Spinola a Genova, affresco, Palazzo Angelo Giovanni Spinola, Genova.
- Il ritorno della squadra genovese da Lepanto, affresco, Palazzo Angelo Giovanni Spinola, Genova.
- La flotta cristiana lungo la costa greca, affresco, Palazzo Angelo Giovanni Spinola, Genova.
- Scontro tra galee turche e genovesi, affresco, Palazzo Angelo Giovanni Spinola, Genova, attribuzione.
- Scontro tra galee turche e genovesi, affresco, Palazzo Angelo Giovanni Spinola, Genova, attribuzione.
- Le flotte all'inizio della battaglia di Lepanto, affresco, Palazzo Angelo Giovanni Spinola, Genova, attribuzione.
- La prima fase della battaglia di Lepanto, affresco, Palazzo Angelo Giovanni Spinola, Genova, attribuzione.
- La flotta cristiana dopo la battaglia, affresco, Palazzo Angelo Giovanni Spinola, Genova, attribuzione.